# Black River (Band)
Black River ist eine polnische Stoner-Rock-Band aus Warschau, die im Jahr 2008 gegründet wurde.

## Geschichte
Die Band wurde im Jahr 2008 gegründet. Im Mai desselben Jahres folgte über Mystic Production das selbstbetitelte Debütalbum. Der Veröffentlichung folgten Auftritte in ganz Polen sowie diverse Touren. Im September 2009 folgte das zweite Album Black'n'Roll. Der Veröffentlichung folgte eine Tour zusammen mit Behemoth.

## Stil
In Black River versuchen die Mitglieder Lieder zu spielen, die sie in ihren sonstigen Bands wie Dimmu Borgir, Behemoth, Vesania und Rootwater nicht realisieren können. Laut Frank Thiessies vom Metal Hammer spiele die Band auf Black'n'Roll Stoner Rock, den er als „Monster Magnet im Danzig-Sound“ bezeichnete. Auf Liedern wie Lucky in Hell erinnere die Band zudem an Alice in Chains.

## Diskografie
- 2008: Black River (Album, Mystic Production)
- 2009: Black'n'Roll (Album, Mystic Production)
- 2010: Trash (Kompilation, Mystic Production)